# Х-22
Радуга Х-22 (НАТО ознака AS-4 'Kitchen') је дугачка, великодометна противбродска ракета са нуклеарном бојевом главом, развијена од стране СССР. Била је намењена за потопљавање америчких носача авиона и њихових борбених јединица.

## Развој
Х-22 је развијан од касник педесетих мимо Совјетског јавног мишљења да су пројектили типа земља-земља будућност и да су бомбардери са људском посадом застарели. Суочени са претњом да би њихови бомбардери били разоружани, војно-ваздухопловне снаге и национална авијација СССР се залажу за конверзију њихових тешких бомбардера у носаче ракета. Х-22 (Комплекс 22) је била развијена од МКБ Радуга (Биро за дизајн, Радуга) и коришћена за наоружавање Ту-22. Први оперативни пројектили су били спремни у 1962.

## Спецификације
- Дужина: 11,3
- Размах крила: 3.35
- Пречник: 0.9
- Тежина при лансирању: 5 900
- Брзина: четири маха
- Домет: 440
- Навођење: Интерно и активно, радаром
- Бојева глава: 1 000 kg јакоексплозивна или нуклеарна 350-kT